# 김기운
김기운(金起運, 1960년 2월 28일 ~ )는 대한민국의 정치인으로, 더불어민주당 소속 정당인이다.

## 학력
- 하동중앙중학교 졸업
- 부산해양고등학교 졸업
- 경남대학교 정치언론학과 학사
- 연세대학교 행정대학원 행정학 석사

## 생애
경상남도 하동군에서 태어나 하동중앙중학교, 부산해양고등학교, 경남대학교 정치언론학과, 연세대학교 행정대학원 행정학과 석사를 졸업하였다.

## 정치 경력
1988년 평화민주당 김대중 총재 비서실의 비서로 정치에 입문하였다. 이후 새정치국민회의, 새천년민주당, 열린우리당, 대통합민주신당, 통합민주당 등 30년이 넘는 기간 동안 계속해서 민주 정당에 쭉 몸 담은 이력을 지니고 있다. 2002년 대한민국 제16대 대통령 선거 때엔 노무현 대통령후보 중앙선거대책위원회 공명선거실천단장을 역임했고 2012년 대한민국 제18대 대통령 선거 때엔 문재인 대통령후보 중앙선거대책위원회 법률특보단 실장을 역임했다. 그리고 2016년 대한민국 제20대 국회의원 선거 때 더불어민주당 후보로 창원시 의창구 선거구에 출마했다. 상대는 전직 창원시장을 지낸 새누리당 박완수 후보였다. 선거 결과 40.53% : 56.61%로 16.08% 차로 패배했다. 
2017년 대한민국 제19대 대통령 선거 때엔 문재인 대통령 후보 직능특보단 부단장을 맡았다. 2020년 대한민국 제21대 국회의원 선거 때 다시 더불어민주당 후보로 경상남도 창원시 의창구 선거구에 출마하였으나 36.7% 득표에 그치며 미래통합당 박완수 후보에게 밀려 낙선하였다. 

## 선거 이력
|  | 40.53% |

|  | 36.70% |